# Ynys Llanddwyn
Ynys Llanddwyn est une île près de Niwbwrch au bord du canal de Menai, au sud de l'île d'Anglesey au Pays de Galles du nord. 
Llanddwyn s'est liée au culte de sainte Dwynwen, protectrice des amoureux du Pays de Galles depuis le Moyen Âge. Au coin de l'île[Où ?], on trouve une petite église consacrée à Dwynwen. Les combles actuels sont ceux d'un bâtiment du XVIe siècle, mais le site lui-même est plus ancien. Au Moyen Âge, il appartient à l'évêché de Bangor et c'était un lieu de pèlerinage capital. Aux environs de l'église se trouve la Ffynnon Ddwynwen (« fontaine de Dwynwen »). Au nez de l'île se trouve un phare automatique.
L'île est accessible à marée basse. On y trouve l'ancien  phare de Tŵr Mawr et l'actuel phare de Tŵr Bach.